# Alencar (cràter)
Alencar és un cràter d'impacte de 106 km de diàmetre de Mercuri. Porta el nom de l'escriptor brasiler José Martiniano de Alencar (1829-1877), i el seu nom va ser aprovat per la Unió Astronòmica Internacional el 1979.